# Nesticus breviscapus
Nesticus breviscapus är en spindelart som beskrevs av Takeo Yaginuma 1979. Nesticus breviscapus ingår i släktet Nesticus och familjen grottspindlar. Inga underarter finns listade i Catalogue of Life.